# ام‌وی اکسپلورر (۲۰۰۱)
ام‌وی اکسپلورر (۲۰۰۱) (به انگلیسی: MV Explorer (2001)) یک کشتی تفریحی است که طول آن ۱۸۰ متر (۵۹۰ فوت) می‌باشد. این کشتی در سال ۲۰۰۱ ساخته شد.